# Charles-Philippe de Preissac d'Esclignac
Charles-Philippe  de Preissac, duc d'Esclignac et de Fimarcon (né à Vitoria le 18 octobre 1790 et mort à Turin ou Milan le 27 décembre 1873), est un homme politique français.

## Biographie
Charles-Philippe de Preissac d'Esclignac est le fils du duc Henri Thomas Charles de Preissac d'Esclignac et de la princesse Elisabeth Ursula de Saxe, comtesse de Lusace, (Gräfin von der Lausitz), fille de Xavier de Saxe. Il épouse Georgine de Talleyrand-Périgord, petite-fille de Charles-Daniel de Talleyrand-Périgord.
Il suit la carrière des armes. Lieutenant-colonel attaché à l'état-major de la 2e brigade des lanciers de la garde royale lors de l'expédition d'Espagne (1823), il fait avec distinction la campagne sous les ordres du duc d'Angoulême, est créé officier de la Légion d'honneur le 1er juillet 1823, puis nommé gentilhomme honoraire de la chambre du roi le 9 novembre 1824. 
Il devient duc de Fimarcon par ordonnance royale du 17 janvier 1819. Il entre à la Chambre des pairs, en vertu d'une ordonnance royale du 5 novembre 1827, et est du nombre des pairs de Charles X exclus par la Charte de 1830 (art. 68).
"A reçu trois coups de feu et vingt-deux coups de sabre dans le courant de 1808-1809; un éclat d'obus et un coup de sabre en 1811; un coup de feu à la bataille de Bautzen en 1813; un coup de lance et deux coups de sabre en 1815; a perdu la jambe gauche en défendant le passage du pont de Sèvres, le 31 juillet 1830; a eu sept chevaux tués sous lui."
De son mariage avec Georgine de Talleyrand-Périgord (fille de Boson, comte de Talleyrand-Périgord frère de Charles-Maurice de Talleyrand-Périgord), il aura cinq enfants: 
- Archambaud (1819-1842), sans postérité,
- Ernestine-Louise-Xavière (1819-1847), épouse de Gabriel de Riquetti, marquis de Mirabeau, sans postérité,
- Gabriel-Victor-Claude (1824-1853, en Australie), sans postérité,
- Caoline-Albertine (1825-1847), épouse de Joseph Anatole, baron de Lambert de Chamerolles
- Georgine (1827-1911), épouse de Henry Georges Doublet, marquis de Persan et de Bandeville, d'où postérité.

## Référence et Sources
1. ↑  "L'exil du prince Xavier de Saxe, dernier seigneur de Villeneuve", par Jim Serre Djouhri, in Etudes Villeneuviennes n°57, Société Historique, Archéologique, Artistique et Culturelle des Amis du Vieux Villeneuve-sur-Yonne, 2022.
2. ↑  Esclignac, Charles-Philippe de Preissac (1790-1873 ; duc d') BnF catalogue général
3. ↑  "Extrait des Etats de Service dans le carnet de la Sabretache : le Colonel-Duc d'Esclignac"
J.Leroy-Fils Editeur Paris, par le Comte de Persan sur son grand-père.

- « Charles-Philippe de Preissac d'Esclignac », dans Adolphe Robert et Gaston Cougny, Dictionnaire des parlementaires français, Edgar Bourloton, 1889-1891 [détail de l’édition]
- "L'exil du prince Xavier de Saxe, dernier seigneur de Villeneuve", par Jim Serre Djouhri, in Etudes Villeneuviennes n°57, Société Historique, Archéologique, Artistique et Culturelle des Amis du Vieux Villeneuve-sur-Yonne, 2022.